# انسیبل
انسیبل نرم‌افزاری متن باز برای مدیریت پیکربندی نرم‌افزار و استقرار برنامه است که زیرساخت مبتنی بر کد را فعال می کند. این ابزار قابلیت اجرا روی بسیاری از سیستم‌های شبه یونیکس و پیکربندی سیستم‌های شبه یونیکس و مایکروسافت ویندوز را فراهم می‌کند. همچنین دارای پارادایم برنامه‌نویسی زبان اعلانی خود برای توصیف پیکربندی سیستم است. انسیبل توسط مایکل دهان نوشته شده و رد هت در سال ۲۰۱۵ آن را خریداری کرده است. انسیبل یک سیستم غیرمبتنی بر عامل است که ارتباط خود با سرورها را به طور موقت با اتصال از طریق اس‌اس‌اچ یا مدیریت از راه دور ویندوز (از راه دور اجازه می دهد کدهای پاورشل اجرا شوند) برای اجرای وظایف به انجام می‌رساند.

## تاریخچه
اصطلاح "انسیبل" اولین بار در سال ۱۹۶۶ توسط اورسولا ک. لو گوین در رمان دنیای روکانون ابداع شد که به سیستم‌های ارتباطی آنی خیالی اشاره دارد.  
انسیبل توسط مایکل دهان، نویسنده ابراز پروویژنینگ برنامه‌های سروری کابلر و از نویسندگان چارچوب کنترل کننده شبکه یکتای فدورا (Func) ساخته شده است. 

## فستیوال انسیبل
انسیبل‌فست کنفرانسی سالانه متشکل از جامعه انسیبل، کاربران، مشارکت کنندگان و غیره است. 
| سال  | محل                             |
| ---- | ------------------------------- |
| ۲۰۱۶ | لندن                            |
| ۲۰۱۶ | سانفرانسیسکو                    |
| ۲۰۱۶ | بروکلین                         |
| ۲۰۱۷ | لندن                            |
| ۲۰۱۷ | سانفرانسیسکو                    |
| ۲۰۱۸ | آستین ، تگزاس                   |
| ۲۰۱۸ | آتلانتا                         |
| ۲۰۲۰ | مجازی به دلیل دنیاگیری کویید ۱۹ |